# ウイルス量
ウイルス量（viral load）は、ウイルス負荷（viral burden）とも呼ばれ、生物試料や環境試料などの所定量の液体中に含まれるウイルスの量を数値で表したものである。アッセイ（試験手法）に依存するウイルス力価（viral titre、viral titer）と混同してはならない。感染性ウイルス粒子を測定するアッセイ（プラークアッセイ、フォーカスアッセイ）を行った場合、得られたウイルス力価は感染性ウイルス粒子の濃度を指すことが多く、総ウイルス粒子とは異なるものである。ウイルス量を測定する体液には、喀痰（かくたん）と血漿（けっしょう）がある。環境試料の例としては農園の流出水からノロウイルスのウイルス量を測定することができる。ノロウイルスは、ウイルス排出が長引き、環境中で生き残る能力を持っているだけでなく、人間に感染を引き起こすために必要な感染量はウイルス粒子100個未満という非常に小さいものである。
ウイルス量は、アッセイの種類に応じて、1 mLあたりに含まれるウイルス粒子（ビリオン）または感染性粒子として表されることが多い。ウイルス負荷、力価、またはウイルス量の高さは、しばしば活動性のウイルス感染の重症度と相関している。ウイルス量/mLは、関与する液体中の生存ウイルス量を推定することで算出できる。たとえば、血漿1 mlあたりのRNAコピー数で推定することができる。
ウィルス量の追跡は、慢性活動性のウイルス感染症の治療状況の監視や、骨髄や実質臓器の移植後などの免疫不全患者の治療状況を監視するために用いられる。現在、HIV-1、サイトメガロウイルス、B型肝炎ウイルス、およびC型肝炎ウイルスの定期検査が可能となっている。HIVのウイルス量モニタリングは、HIV/AIDSの管理という観点から継続的に議論されているため、HIV患者の治療において特に高い関心が持たれている。ウイルス量が検出されないことが感染していないことを意味するものではない。抗レトロウイルス剤療法の長期併用を受けているHIV陽性患者では、ウイルス粒子の濃度が検出限界（LOD）を下回っているため、ほとんどの臨床アッセイでウイルス量が検出されないことがある。

## ウイルス量試験の技術
2010年のPurenらによるレビュー研究は、ウイルス量試験を3種類に分類した。(1)核酸増幅法による検査（NATまたはNAAT）は、米国では食品医薬品局（FDA）の承認を得て市販され、欧州経済領域（EEA）ではCEマークを取得して市販されている。（2）自家製または社内製のNAT（3）非核酸法による検査。

### 核酸増幅法試験（NAT）
NATを使用してウイルス量を定量化するために、さまざまな分子ベースの試験方法がある。これらの分子法は、増幅のための出発物質に基づいて3つのグループに分けられる。
1. 核酸そのものを使用した標的増幅法。一般的な方法の例を次に示す。

  - ポリメラーゼ連鎖反応（PCR）法による in vitro DNA合成法では、DNAテンプレート、ポリメラーゼ、バッファー、プライマー、ヌクレオチドを使用して、血液サンプル中のHIVを増幅させる。次に、化学反応によってウイルスにマーカー（目印）を着ける。そのマーカーを測定してウイルスの量を計算する。PCRは統合されたDNAを定量化するために用いられる。

  - 逆転写ポリメラーゼ連鎖反応（RT-PCR）はPCRの一種で、ウイルスのRNAを定量化するために用いられる。この方法はRNAを出発物質とし、逆転写酵素（RT）を使用して二本鎖DNAに変換しPCRを行う。

  - 核酸配列ベース増幅法（NASBA（英語版））は、PCR法の転写ベース増幅システム（TAS）のバリエーションである。RNAを標的にしてDNAのコピーが作られる。次にDNAコピーがRNAに転写され、増幅される。転写増幅法（TMA）や自家持続配列複製法（3SR）など、さまざまな商用のTASバリエーションがある。
2. プローブ（英語版）特異的増幅法では、標的配列に優先的に結合する合成プローブを用いる。その後、プローブが増幅される。
3. シグナル増幅法では、サンプルに元々存在していた未増幅の標的に、大量のシグナルを結合させて用いる。一般的に使用される1つの方法を次に示す。

  - 分岐DNA法（bDNA（英語版））では、標的核酸としてDNAまたはRNAのいずれかを使用できる。固体支持体に付加された短いプローブで標的の核酸を捕捉する。追加の増感プローブも、標的核酸や多数のレポーター分子と結合し、シグナル強度を高めてウイルス数に変換するために用いられる。

## 血漿検体
EDTA血漿は、RNAベースのウイルス量試験に適した無細胞ウイルスRNAの供給源である。検体の収集、保管、バイオセーフティ対策の検討は不可欠である。血漿からRNAを抽出するためには、特殊機器、試薬、トレーニングが必要で、リソースの限られた中小規模のラボでは手が届かないものである。50コピー/mLを下限とする直線範囲を得るためには、大量のサンプル（血漿1 mL以上）を要し、静脈穿刺が必要となる。この直線範囲は治療の監視に最適である。1000コピー/mLを超えるより高い直線範囲が許容される場合は、乳幼児期のHIV感染症の診断には指先穿刺で十分な検体が得られる。

### 保管
EDTA血漿は、ウイルス量シグナルを大幅に減少させることなく、室温で30時間、4 ℃で14日間、-70 ℃で長期間保存することができる。乾燥血漿スポット（DPS）や指先穿刺から採取した乾燥血液スポット（DBS）などの少量の血液検体中のRNAは、室温で4週間から1年間の範囲で安定していると報告されている。乾燥した検体ではウイルスが不活性化されるため、その取り扱いによる危険性は軽減される。DBSおよびDPSは、ウイルス量試験の評価に成功したが、その直線範囲は3 log10または4 log10コピー/mLである。このような感度の低さのため、乾燥検体はHIVスクリーニングには有用だが、ウイルス量の測定には適さない。

### 測定
ウイルス量は、通常、1ミリリットル（mL）の血液に含まれるHIVコピーとして報告される。ウイルス量の変化は通常、対数変化（10の累乗）として報告される。たとえば、ウイルス量の3 log増加（3 log10）は、以前に報告されたレベルの103倍または1,000倍の増加で、その一方、500,000コピーから500コピーへの減少は、3 log減少（同じく3 log10）となる。

### ウィルス量に影響を与えるその他の要因
同一患者の検体でも、検査方法が異なれば結果は異なることが多い。比較可能にするために、患者の検体を検査するたびに同じ検査方法（標的増幅法、プローブ特異的増幅法、またはシグナル増幅法）を使用する必要がある。理想的な患者の検査は、同じ医療機関で、同じウイルス量試験と分析装置を使用する必要がある。時間帯、疲労、ストレスもウイルス量の値に影響することがある。最近の予防接種または感染症は、ウイルス量試験に影響を与える可能性がある。予防接種や感染症の後、少なくとも4週間は検査を延期する必要がある。

## 参照項目
- ウイルス定量化 - ウイルス量を測定するためのさまざまな手法の説明